# طائرة ركاب أسرع من الصوت

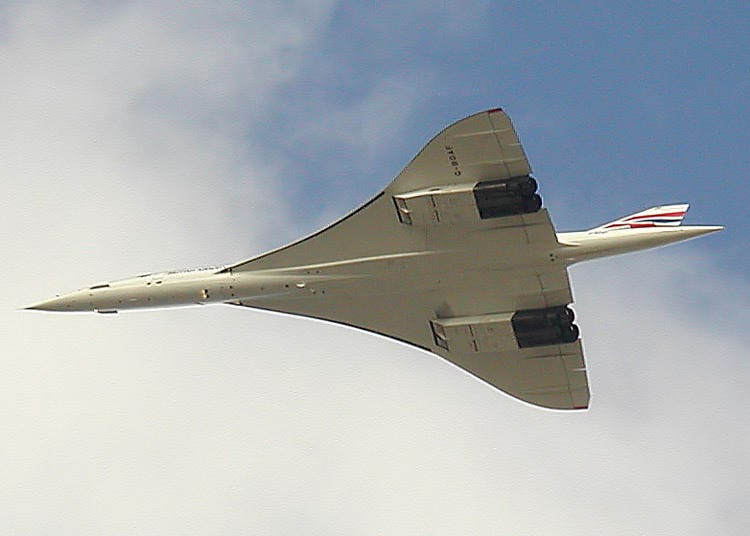
طائرة كونكورد، التي عرفت بجناح دلتا وتصميمها الفريد.

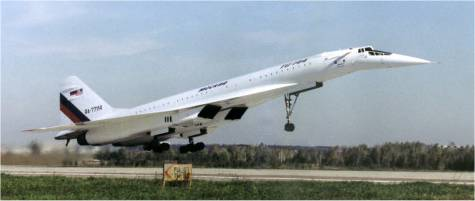
تعد توبوليف تي يو 144 أول طائرة ركاب أسرع من الصوت تدخل الخدمة وأول من غادرها. بلغت رحلاتها المدنية 55 رحلة فقط قبل خروجها من الخدمة بسبب مخاوف تتعلق بالسلامة الملاحية، وبعد ذلك استخدمت في عدد صغير من رحلات الشحن والرحلات التجريبية.

طائرة ركاب أسرع من الصوت أو طائرة نقل أسرع من النقل (بالإنجليزية: Supersonic Transport)‏ ويُشار إليها اختصارًا بـSST، هي طائرة مدنية أسرع من الصوت مصممة لنقل الركاب بسرعات تفوق سرعة الصوت. حتى العقد الثاني من القرن العشرين، لم تُصنف سوى طائرتي كونكورد وتوبوليف تي يو 144 بهذا التصنيف، وقد كانت آخر رحلة مدنية تجارية للأخيرة في 1 يونيو 1978 بينما آخر رحلة لها بواسطة وكالة ناسا في 26 يونيو 1999 حيث خرجت من الخدمة، في حين كانت آخر رحلة مدنية تجارية للكونكورد في 24 أكتوبر 2003 قبل أن تخرج من الخدمة في 26 نوفمبر 2003 بعد آخر طلعة جوية لها، وبعد ذلك لم تعد هناك أي طائرة ركاب أسرع من الصوت عاملة في قطاع الطيران المدني. بدأت العديد من الشركات منذ ذلك الحين، على مشاريع طائرات ركاب أسرع من الصوت لتلبية سوق رجال وسيدات الأعمال، وهي مشاريع قد تعيد إحياء طائرات النقل المدني الأسرع من الصوت.
كانت طائرات الركاب الأسرع من الصوت موضوعًا للعديد من دراسات التصميم الحديثة والمستمرة. تتمثل العوائق والتحديات في صنع هذه الطائرات في تصميمها أولًا للحد من التلوث الضوضائي المنبعث من عمليات الإقلاع والهبوط، وتكاليف تطويرها المرتفعة، ومواد بنائها باهظة الثمن، واستهلاكها المرتفع للوقود، وانبعاثاتها الملوثة العالية للغاية، وأخيرًا في تكلفة السفر على متنها لكل مقعد. ورغم هذه التحديات، كانت كونكورد تمثل نجاحًا تجاريًا مربحًا.
في عام 2016، أعلنت وكالة ناسا عن توقيع عقد لتصميم نموذج أولي حديث لطائرة ركاب أسرع من الصوت منخفضة الضوضاء. كلفت شركة لوكهيد مارتن للملاحة الجوية بتصميم الطائرة المنتظرة.